# Diethard Schinzel
Diethard Schinzel (* 8. April 1942 in Deutsch Liebau, Reichsgau Sudetenland) ist ein deutscher Rechtsanwalt und ehemaliger Verwaltungsbeamter. Er war ab 1980 Stadtdirektor und ab 1999 berufsmäßiger Stadtrat in Rosenheim.

## Leben
Schinzel studierte nach der Reserveoffizierslaufbahn in der Gebirgsdivision, u. a. 1963 Lehrgangsbester im Fähnrichs-Lehrgang auf der Flugabwehrschule in Rendsburg, Dienstzeit beim Flugabwehrbataillon in Traunstein, an der Ludwig-Maximilians-Universität München Rechtswissenschaften. Beide juristischen Staatsexamina legte er mit Prädikat ab und arbeitete ab 1971 als juristischer Staatsbeamter bei der Regierung von Oberbayern, von wo er 1972 zum Landratsamt Traunstein wechselte. Als Geschäftsführer der Planungsregion Südostoberbayern war er mit dem Rosenheimer Oberbürgermeister, Michael Stöcker, bekannt, der ihn 1980 als Stadtdirektor nach Rosenheim holte.
Den Schwerpunkt seiner Tätigkeit bildeten u. a. die Entwicklung der Stadt und Stadtverwaltung zu einem leistungsfähigen Dienstleistungsunternehmen mit Leitbildern sowie Schaffung einer Struktur für das Unternehmen „Stadt Rosenheim“ mit guter personeller Ausstattung sowie Organisationsgrundlagen, Bildung von Gesellschaften und Eigenbetrieben, u. a. Stadthallen GmbH, gemeinnützige Rosenheimer Wohnungsbau- und Sanierungsgesellschaft GRWS Rosenheim, Eigenbetriebe Klinikum und Baubetriebshof, eine Verwaltungsreform, die Personalentwicklung und die Wirtschaftsförderung. Er war auch Referent auf zahlreichen Vortragsveranstaltungen u. a. in Regensburg, Salzburg, Graz, Bozen und an der Deutschen Universität für Verwaltungswissenschaften Speyer zu den Themen Personalentwicklung, Neues Steuerungsmodell, Stadtmarketing, Stadtmanagement und Führung durch Zielvereinbarungen.
In Rosenheim wurde er 1999 zum ersten und einzigen berufsmäßigen Stadtrat -Dezernent- in der Geschichte der kreisfreien Stadt gewählt. Die Oberbürgermeisterin Gabriele Bauer und der Stadtrat von Rosenheim bestätigten 2005 seine Wiederwahl. Bayerische Institutionen, für die er sich persönlich eingesetzt hat, sind unter anderem der Verein Citymanagement Rosenheim e.V., die Vereine Pro Arbeit e.V. und Rosik e.V. sowie die Arbeitsgemeinschaft SUR Stadt Umlandbereich Rosenheim.
Nach seiner Pensionierung im Jahre 2007 war er als Rechtsanwalt mit Beratungstätigkeit für Unternehmen, Bürger und Kommunen tätig. Im Städtepartnerschaftskomitee mit der japanischen Stadt Ichikawa ist er für Wirtschaftskontakte verantwortlich und er arbeitet im Beirat vom Freundeskreis Lokschuppen mit.

## Auszeichnungen und Mitgliedschaften
Schinzel ist Ehrensenator der Fachhochschule Rosenheim, Inntal-Euregio-Preisträger und Ehrenmitglied der IT-Vereinigung ROSIK e.V.
Seit 2013 ist Schinzel Stiftungsratsvorsitzender bei der in Rosenheim ansässigen Kultur- und Sozialstiftung Dr. Michael Stöcker.
Außerdem war er mehrere Jahre Mitglied im Hauptausschuss des Bayerischen Kommunalen Arbeitgeberverbandes und Vorsitzender bzw. Mitglied in verschiedenen Arbeitskreisen des Bayerischen Städtetags.